# Вернер II фон Рейнграф
Вернер II фон Рейнграф (на немски: Werner II von Rheingraf; † сл. 1268) е Рейнграф на Щайн, днес в Бад Кройцнах.

## Произход и наследство
Той е син на Рейнграф Ембрихо III фон Щайн († сл. 1241) и съпругата му Аделхайд фон Цигенхайн († сл. 1232), дъщеря на граф Лудвиг I фон Цигенхайн, господар на Нида († сл. 1229) и на съпругата му Гердтруд. Брат е на Ембрихо, 1250 г. каноник в манастир Кройцнах, Зигфрид I Рейнграф цу Рейнберг († 1305/1306) и на Гуда, монахиня в Рупертсберг.
Резиденцията на графовете на Щайн е замък „Рейнграфенщайн-Щайн“ на река Нае в град Кройцнах. Рейнграфофете фом Щайн загубват през 1279 г. собствеността си в Рейнгау след битката при Шпрендлинген с Вернер фон Епщайн, курфюрст и архиепископ на Майнц († 1284), но запазват териториите си на Нае, около Кройцнах и Кирн.
През 1350 и 1409 г. Рейнграфовете наследяват двете линии на „Вилдграфовете“ и започват да се наричат „Вилд- и Рейнграфове“.

## Фамилия
Вернер II се жени за Елизабет фон Алцай († сл. 1262), дъщеря на Вернер, трушес на Алцай. Те имат децата:
- Зигфрид II († 1327), Рейнграф, бургграф фон Бикелхайм, женен за Маргарета фон Хайнценберг († сл. 1330)
- Вернер († сл.1284), каноник в Майнц
- дъщеря († сл.1284), омъжена за Вилхелм фон Оберщайн († сл. 1286), син на Еберхард III фон Оберщайн (1170 – 1217)